# Нигматулин, Талгат Кадырович
Талга́т Кады́рович Нигмату́лин (5 марта 1949, Кызыл-Кыя, Ошская область — 11 февраля 1985, Вильнюс) — советский киноактёр. Наиболее известен по фильмам «Пираты XX века», «Право на выстрел», «Приключения Тома Сойера и Гекльберри Финна» и «Волчья яма».

## Биография

### Детские годы
Родился 5 марта 1949 года в татарско-узбекской семье. Согласно наиболее распространённой версии, Талгат Нигматулин родился в городе Кызыл-Кия Ошской области Киргизской ССР, однако существует версия, согласно которой он родился в столице Узбекской ССР городе Ташкенте, а в Кызыл-Кию семья Нигматулиных переехала, когда Талгату было около года. Во всех своих немногочисленных интервью сам Талгат Нигматулин всегда говорил, что он родился в Ташкенте. Отец был шахтёром, погиб, когда мальчику не было и двух лет. Талгат начал зарабатывать деньги ещё подростком, работая в различных местах: на сахарном заводе, в сапожной мастерской. Его мать была директором школы, но, несмотря на это, семья жила очень бедно. Матери сложно было воспитывать двух сыновей и дочь, поэтому Талгата определили в детский дом.
Рос замкнутым, нелюдимым и застенчивым. Здоровье у мальчика было слабое, в раннем детстве он переболел рахитом. Начал заниматься бальными танцами и лёгкой атлетикой, а позже карате.

### Образование
Поступил во ВГИК на курс Сергея Герасимова и Тамары Макаровой. Обучался в цирковом училище.
Вскоре его заметили на «Мосфильме», предложив в 1967 году роль белогвардейского офицера в фильме «Баллада о комиссаре».

### Творчество
В 1971 году, окончив ВГИК, Талгат Нигматулин поехал в Ташкент и стал актёром киностудии «Узбекфильм». Тогда появились его первые роли в фильмах «Седьмая пуля» (1972), «Встречи и расставания» (1973), «Сказание о Сиявуше» (1976).
Писал рассказы и стихи. Автор слов песни «Русские берёзы».
Кинодраматург Одельша Агишев посоветовал Нигматулину поступать на Высшие курсы сценаристов и режиссёров при Госкино СССР. В 1978 году Нигматулин окончил эти курсы.
Благодаря дружбе с Николаем Ерёменко у Нигматулина начали появляться более значительные роли. Например, роль Салеха в первом советском боевике — «Пираты XX века».

## Личная жизнь
Во время учёбы во ВГИКе Нигматулин познакомился с Ириной Шевчук.
После окончания ВГИКа и возвращения в Ташкент Нигматулин женился на певице Ларисе Кандаловой, которая одно время состояла в группе «Ялла». В 1976 году в их семье родилась дочь Урсула.
Халима Хасанова стала второй женой Нигматулина, хотя официально женаты они не были. 21 октября 1980 года у них родился сын Саид.
На съёмках фильма «Провинциальный роман» партнёршей Нигматулина была Венера Ибрагимова. На момент свадьбы Ибрагимовой было 19 лет, Нигматулин — 32 года. 14 мая 1983 года родилась дочь Линда.

## Гибель
В начале 1980-х Талгат Нигматулин вступил в секту, во главе которой стояли уроженец города Фрунзе псевдоучёный Абай Борубаев и народный «целитель» из каракалпакской столицы Нукуса, экстрасенс Мирза Кымбатбаев. В секту входили журналисты, писатели, художники. Сектанты исповедовали учение под названием «Четвёртый путь», бывшее смесью дзен-буддизма и эзотерики. Для близких людей так и осталось загадкой, что искал самодостаточный человек у «духовных братьев». Вероятно, свойственное Талгату стремление к неизведанному и привело его в секту Борубаева.
В 1984 году Нигматулин нашёл деньги на режиссёрский дебют — десятиминутный фильм «Эхо», в котором он снял Борубаева и Кымбатбаева. Картину приняли довольно спокойно, хвалили операторскую работу, режиссёрское видение, но Нигматулин остался разочарован такой реакцией.
В начале февраля 1985 года в «школе» Борубаева и Кымбатбаева произошёл раскол: несколько учеников из Вильнюса решили порвать отношения с сектой. Для выяснения обстановки на место выехал сам Борубаев. Он решил пригласить к себе Нигматулина, чтобы тот «выколотил» деньги, но Нигматулин, хоть и приехал, однако в рэкете участвовать отказался, в результате чего в ночь с 10 на 11 февраля 1985 года в центре Вильнюса в доме № 49 по улице Ленина он был зверски избит. В избиении, которое длилось около 8 часов, принимали участие Абай Борубаев, Григорий Бушмакин, Мирза Кымбатбаев, Владимир Пестрецов и Игорь Седов. К полудню 11 февраля 1985 года наступила смерть Нигматулина от несовместимых с жизнью повреждений внутренних органов. Тело Нигматулина было найдено в ванной, на нём было обнаружено 119 травм. Поскольку тело было сильно изуродовано, жена Венера приняла решение его кремировать. Кремацию провели в Каунасе. Прах Нигматулина был захоронен в Ташкенте на кладбище «Чилонзор Ота».
Верховный суд Литовской ССР приговорил: Абая Борубаева — к 15 годам лишения свободы с отбыванием первых 10 лет в тюрьме, а остальных 5 лет — в исправительно-трудовой колонии усиленного режима с последующей ссылкой на 5 лет с конфискацией имущества; Мирзу Кымбатбаева — к 12 годам лишения свободы в исправительно-трудовой колонии усиленного режима с последующей ссылкой на 3 года с конфискацией имущества; Пестрецова — к 13 годам лишения свободы с отбыванием в исправительно-трудовой колонии усиленного режима; Седова — к 10 годам лишения свободы с отбыванием в исправительно-трудовой колонии усиленного режима; Бушмакину, сошедшему с ума по ходу следствия и судебного разбирательства, назначили принудительные меры медицинского характера с содержанием в психиатрической больнице специального режима до исхода болезни.
Согласно данным из архивов бывших Верховного Суда СССР и ГУИТУ МВД СССР, Абай Борубаев умер в 1988 году от туберкулёза во время отбывания тюремного заключения. Мирза Кымбатбаев, полностью отсидев свой срок, вышел на свободу и снова занялся целительством и проповедованием своего учения, умер в 2006 году от цирроза печени.
Талгат Нигматуллин был похоронен в Узбекистане.

## Память
- В 2000 году одной из улиц Кызыл-Кыя, где родился актёр, было присвоено имя Талгата Нигматулина.
- «Талгат Нигматулин: гибель суперзвезды» — выпуск № 48 от 25 мая 2007 года документальной телепередачи «Следствие вели...», посвящённый смерти и жизни актёра.
- К вам пришёл ангел (2004 г.) — российский художественный фильм режиссёра Николая Глинского, посвящён актёру Талгату Нигматулину.

## Фильмография
| Год  |   | Название                                               | Роль                                                    |
| ---- | - | ------------------------------------------------------ | ------------------------------------------------------- |
| 1967 | ф | Баллада о комиссаре                                    | белогвардейский офицер                                  |
| 1969 | ф | Её имя — Весна                                         | Пулат Садыков                                           |
| 1971 | ф | Ночь на 14-й параллели                                 | Ситонг                                                  |
| 1972 | ф | Седьмая пуля                                           | Исмаил                                                  |
| 1972 | ф | В чёрных песках                                        | Таган                                                   |
| 1973 | ф | Встречи и расставания                                  | Рустам, вертолётчик                                     |
| 1975 | ф | Хозяин воды                                            | Нигмат                                                  |
| 1976 | ф | Сказание о Сиявуше                                     | Тулан                                                   |
| 1977 | ф | Вооружён и очень опасен                                | слуга Джойс                                             |
| 1979 | ф | Пираты XX века                                         | пират Салех                                             |
| 1979 | ф | Серое дыхание дракона / Des Drachens grauer Atem (ГДР) | Синкат                                                  |
| 1980 | ф | Какие наши годы!                                       | Толик Кучкаров                                          |
| 1981 | ф | Право на выстрел                                       | Синдо, капитан «Киёси» (озвучивал Николай Ерёменко-мл.) |
| 1981 | ф | Приключения Тома Сойера и Гекльберри Финна             | индеец Джо (озвучивал Николай Караченцов)               |
| 1981 | ф | Провинциальный роман                                   | Назар Муратов                                           |
| 1982 | ф | Время зимних туманов                                   | Джамал                                                  |
| 1982 | ф | Государственная граница. Фильм 3-й: Восточный рубеж    | «Весёлый»                                               |
| 1982 | ф | У кромки поля                                          | Аскар Темиров                                           |
| 1982 | ф | Сообщает Соня… / Sonjas Rapport (ГДР)                  | Фенг                                                    |
| 1982 | ф | Приказ: перейти границу                                | японский смертник                                       |
| 1983 | ф | Волчья яма                                             | Самат                                                   |
| 1984 | ф | Один и без оружия                                      | «Хан»                                                   |
| 1985 | ф | Противостояние                                         | Уразбаев                                                |
| 1985 | ф | Жизнь и бессмертие Сергея Лазо                         | капитан-лейтенант Мацуми                                |